# 21712 Obaid
21712 Obaid este un asteroid din centura principală de asteroizi.

## Descriere
21712 Obaid este un asteroid din centura principală de asteroizi. A fost descoperit pe 7 septembrie 1999 la Socorro, New Mexico, în cadrul proiectului LINEAR. Asteroidul prezintă o orbită caracterizată de o semiaxă mare de 2,43 ua, o excentricitate de 0,18 și o înclinație de 2,7° în raport cu ecliptica.